# Remodelación San Borja
La Remodelación San Borja es un conjunto arquitectónico en la ciudad de Santiago. El conjunto se ubica en el sector centro de la capital de Chile, rodeada por las avenidas Alameda Bernardo O'Higgins (norte), Vicuña Mackenna (este) y las calles Marín (sur) y Lira (oeste). En el área de la Remodelación están las estaciones de metro Universidad Católica y Baquedano.

## Historia y entorno
Proyectada durante el gobierno de Eduardo Frei Montalva, la construcción de este conjunto de edificios de altura se inició en 1969, cuando en sus cercanías todavía se encontraba el Hospital San Borja, que daba el nombre al barrio (en 1977 se mudó al sector de la avenida Matta y el antiguo edificio fue demolido). Los tijerales de la primera torre construida (la Torre 12) se realizaron el 25 de septiembre de 1969.
Junto a la Remodelación San Borja está el campus Andrés Bello de la Universidad de Chile, donde se ubican las facultades de Economía y Negocios y Arquitectura y Urbanismo y el campus Casa Central de la Universidad Católica de Chile, que alberga Medicina, Derecho, Comunicaciones y Ciencias Biológicas.

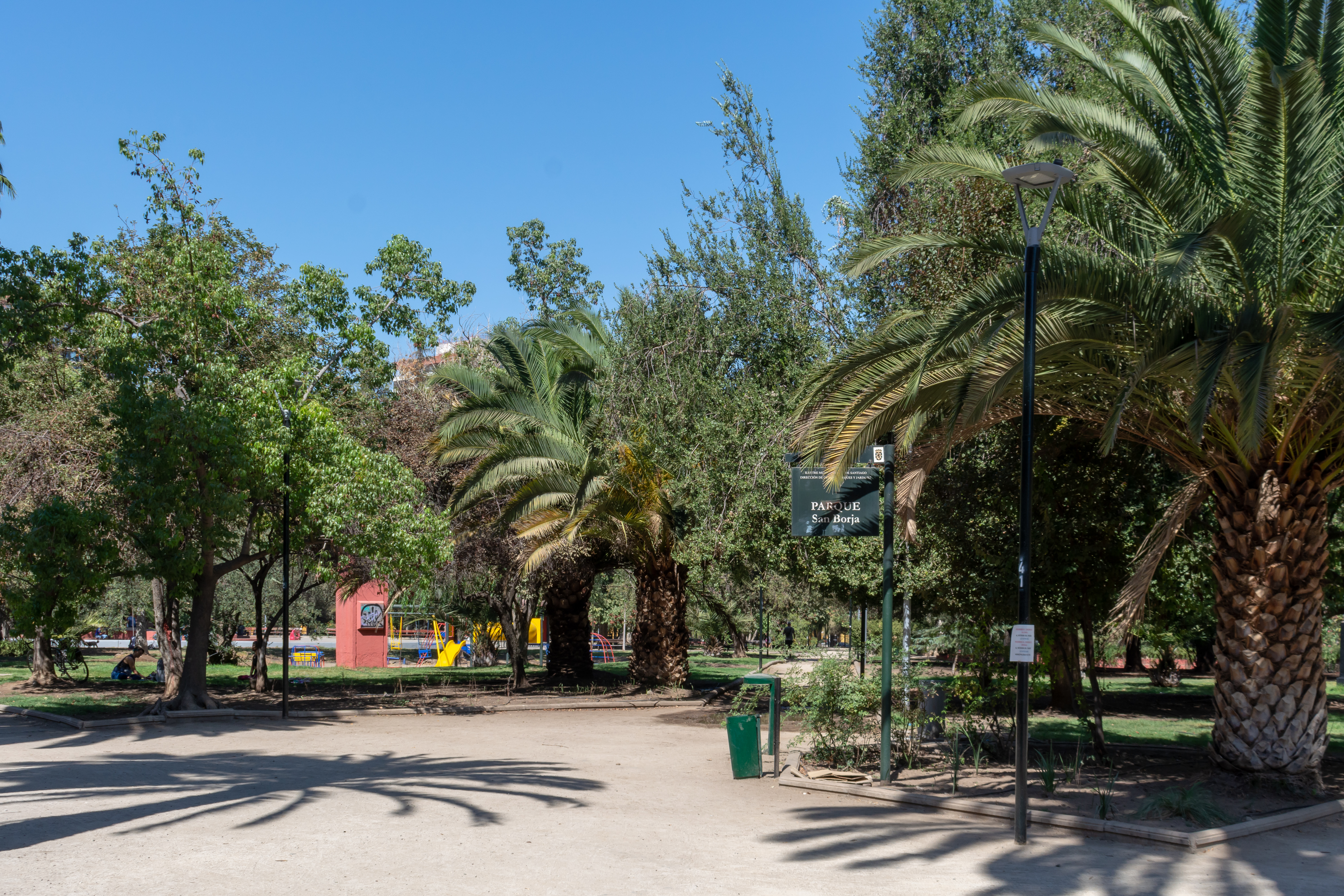
Parque San Borja.

El parque San Borja es un espacio de recreación dentro de la Remodelación. Cuenta con áreas verdes, juegos infantiles, un área de patinaje y una cancha multipropósito. En el parque hay varias esculturas; un busto de Nicolae Balcescu (obra del rumano Gheorghe Adoc, 1993), un monolito en homenaje a Manuel Fernández Díaz, exalcalde de Santiago (inaugurado en 1992) y la obra Danza, un grupo de 7 figuras de hierro que simulan ser bailarines (creado por Paola Vezzani, 1996).
El 2 de marzo de 2012 cuatro individuos presuntamente vinculados a una agrupación neonazi atacaron y torturaron en el parque al joven Daniel Zamudio, quien falleció días después. Su muerte causó conmoción en la sociedad chilena y abrió el debate sobre la homofobia en el país.
En 2014 se anunció la remodelación del parque para construir el Museo Humano, que estará compuesto por 241 obras que el escultor Mario Irarrázabal donó a la Municipalidad de Santiago.
A un costado del parque está la iglesia San Francisco de Borja, construida en 1876. De estilo neogótico e inspirada en la Sainte Chapelle de París, fue terminada en 1876 con el nombre de Sagrado Corazón de Jesús y servía como capilla del hospital. En noviembre de 1975 fue traspasada a Carabineros de Chile para sus servicios religiosos y en 1982 fue rebautizada con el nombre actual.
Frente a esta, hacia la Alameda, se alza el monumento Gloria y victoria, del escultor Héctor Román, homenaje a los carabineros caídos en servicio. Al lado se ubica el edificio de la Mutual de Seguridad (arquitecto José Gabriel Alemparte, 1999, cuando integraba la Sociedad Alemparte Barreda y Asociados). Al frente de la avenida, está el Centro Cultural Gabriela Mistral (GAM). 
En el acceso sur al metro Universidad Católica instalaron en 2016 unos murales de mosaico —Me lo contó un chincolito— de la artista visual Valeria Merino.

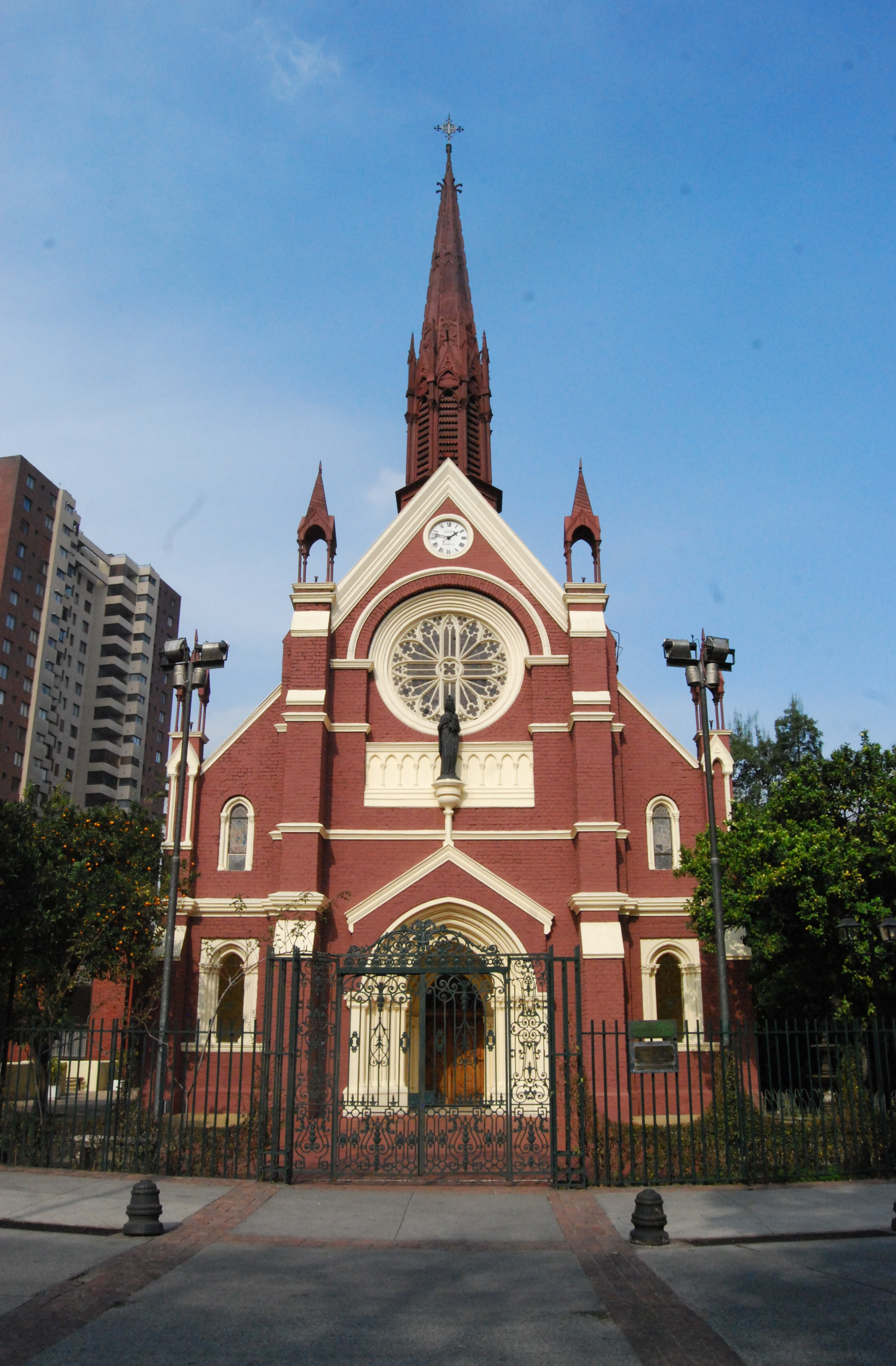
Iglesia San Francisco de Borja
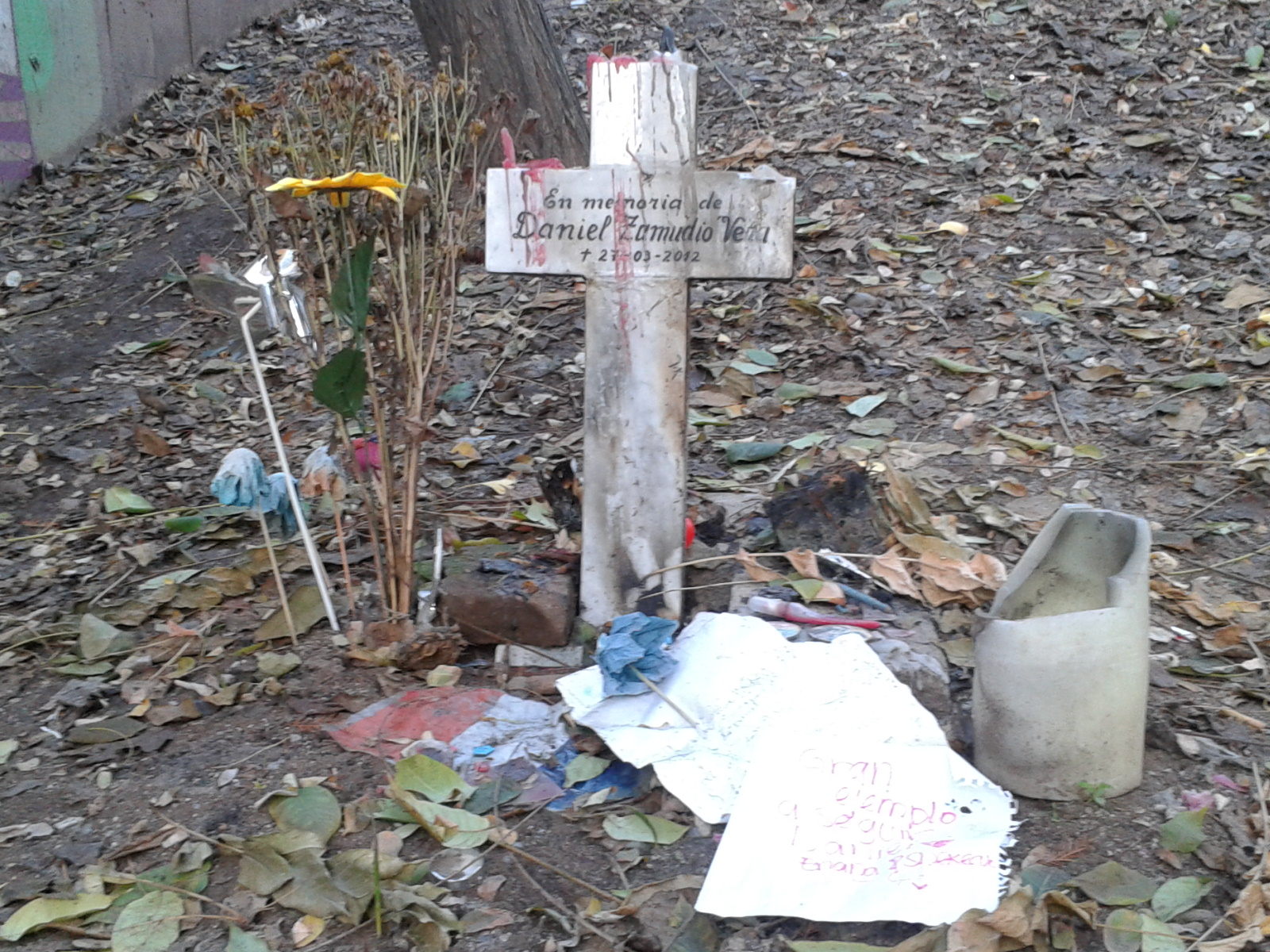
Animita que conmemora la muerte de Daniel Zamudio, parque San Borja
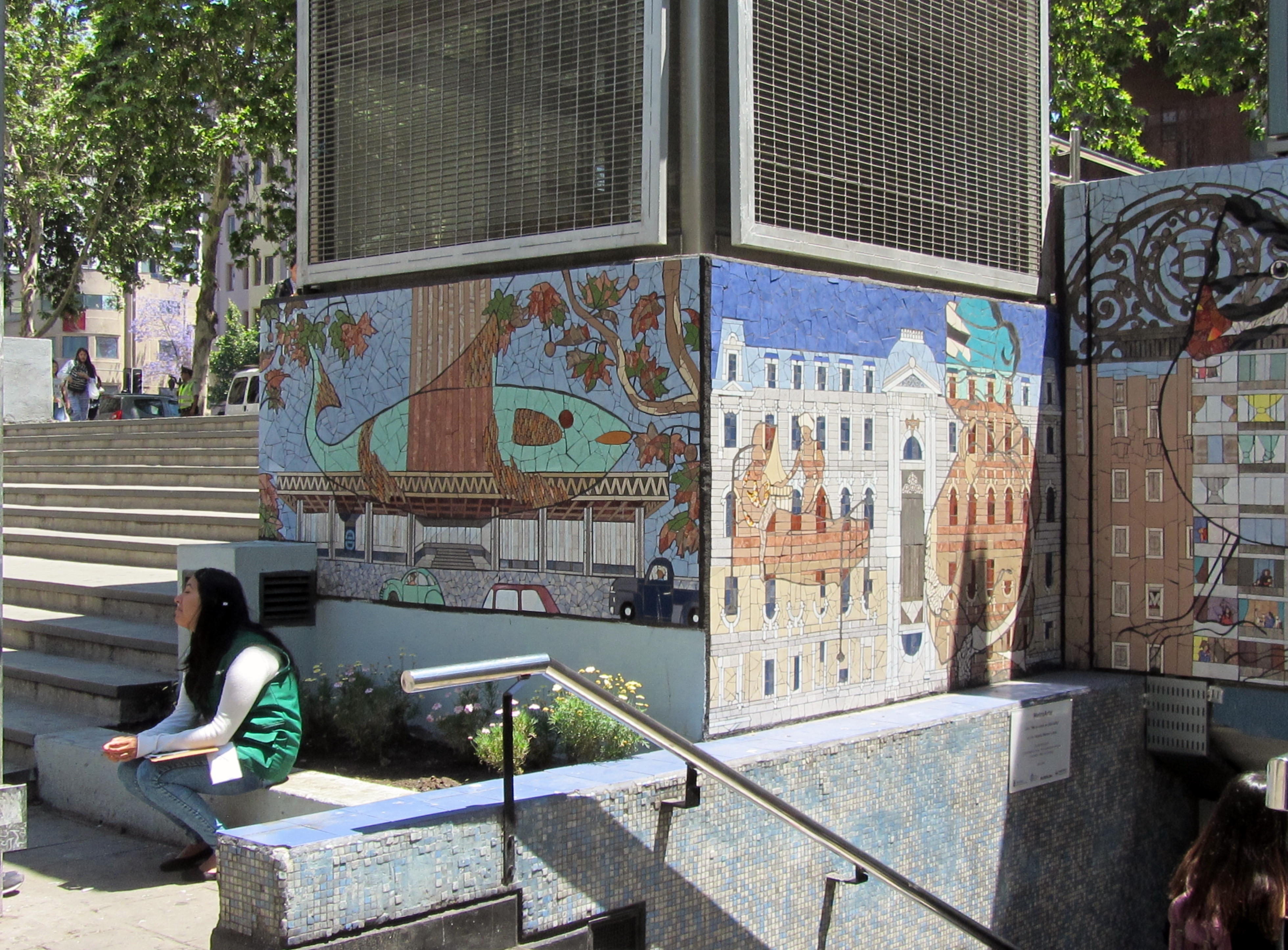
Fragmento del mosaico Me lo contó un chincolito, de Valeria Merino
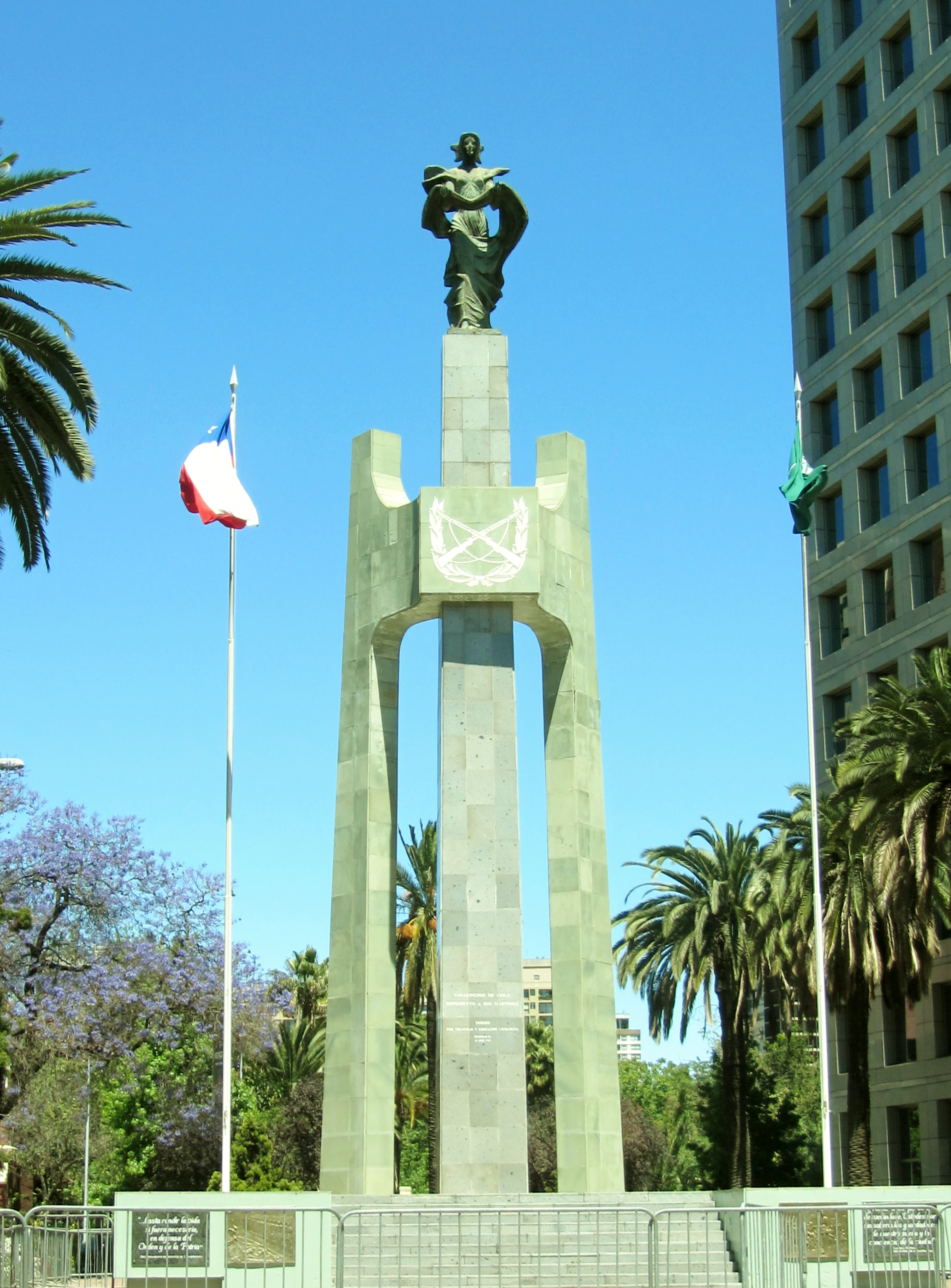
Gloria y victoria, de Héctor Román
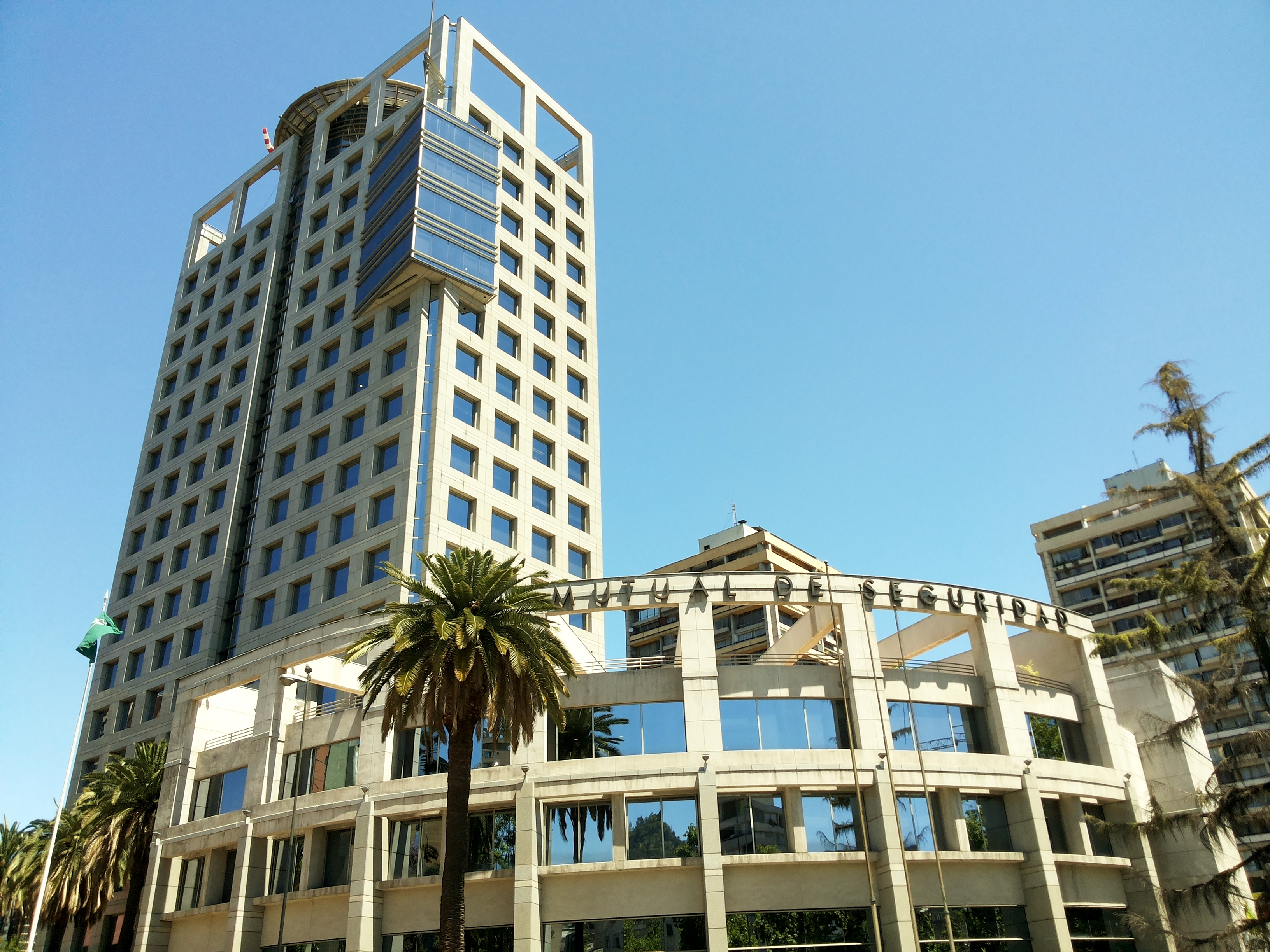
Mutual de Seguridad (arq. José Gabriel Alemparte)

## Arquitectura

### Torres de San Borja
La Remodelación San Borja está compuesta por 20 edificios en altura, donde viven aproximadamente 10 mil personas. Cuenta con su propia central de agua potable y calefacción.
Todas las torres se identifican por un número. Entre las más conocidas están la 10 y la 15: la primera fue la inspiración para la telenovela chilena La torre 10, emitida por Televisión Nacional de Chile en 1984; donde algunas escenas fueron filmadas en este edificio. En la segunda están los servicios centrales de la Universidad de Chile.
Los arquitectos y constructores de las primeras 12 torres fueron los siguientes:
| Torres    | Arquitectos                                                                       | Constructores            |
| --------- | --------------------------------------------------------------------------------- | ------------------------ |
| 1-2-3     | Carlos Bresciani, Carlos García-Huidobro y asociados                              | Belfi                    |
| 4-5-6-7-8 | Carlos Bolton, Sergio Larraín, Luis Prieto y Armando Lorca                        | Gama S.A.                |
| 9-10      | Sergio González, Pedro Iribarne, Gonzalo Mardones, Julio Mardones y Jorge Poblete | Ábalos y González S.A.   |
| 11        | Hugo Gaggero y Margarita Pisano                                                   | J. Francini y Cía. Ltda. |
| 12        | Sergio Larraín García-Moreno, Ignacio Covarrubias y Jorge Swinburn                | Desco                    |

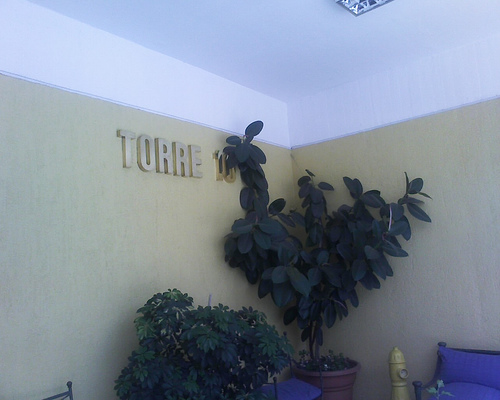
Ingreso a la Torre 10.
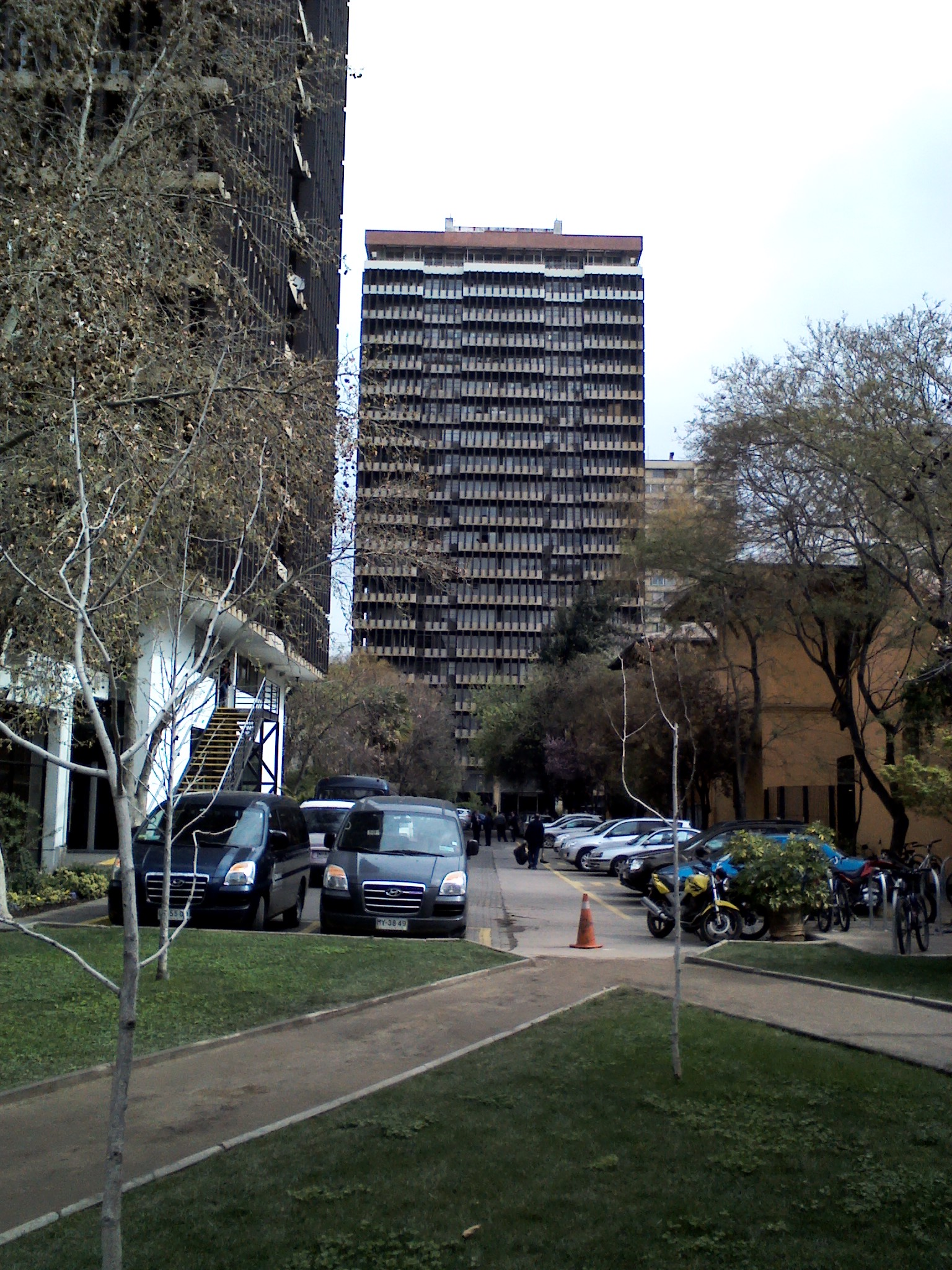
Torre 15, oficinas centrales de la Universidad de Chile.